# Bassa Sababa
Bassa Sababa è un singolo della cantante israeliana Netta Barzilai, pubblicato il 1º febbraio 2019 sulle etichette Tedy Productions, BMG Rights Management e S-Curve.

## Tracce
Download digitale
1. Bassa Sababa – 2:58

Download digitale (Global Remixes)
1. Bassa Sababa (Dalit Rechester Remix) – 4:09
2. Bassa Sababa (Mike Cruz Remix) – 7:45
3. Bassa Sababa (Mike Cruz Radio Remix) – 3:37
4. Bassa Sababa (Gromee Remix) – 4:07
5. Bassa Sababa (Riddler Remix) – 4:58
6. Bassa Sababa (Wild Culture Remix) – 4:09
7. Bassa Sababa – 2:58

## Classifiche
| Classifica (2019) | Posizione massima |
| ----------------- | ----------------- |
| Polonia           | 23                |